# 獵貓科
獵貓科（Nimravidae）是食肉目下已滅絕的一科。雖然一些獵貓科的外觀很像劍齒虎的斯劍虎，但牠們之間卻並非近親，而是經由平行演化成相似的形態。
於約5000萬年前（或最遲於4300萬年前）的始新世中期，獵貓科及貓科的祖先是從犬型亞目及貓型亞目分支的最後共同祖先分裂出來。獵貓科最早的化石是從懷俄明州旗竿鎮邊緣發現的3700萬年前始新世晚期化石，而最近的則是725萬年前中新世晚期的化石。獵貓科的多樣性最早峰是在2800萬年前。大部份的獵貓科都很強壯及像貓科的，四肢及尾巴較短。
一些學者會將獵貓類的分類單元定為族，以顯示科內屬之間的緊密關係。過往獵貓科的亞科中包括了巴博劍齒虎亞科，但現已被認為是獨立的巴博劍齒虎科。
一些獵貓科演化成大型的貓科，有著巨大及扁平的上犬齒及有下頜骨凸緣；有些有著像新貓科或現今貓科的細小犬齒；其他的則有著一般大小及錐形的犬齒，介乎於劍齒虎與新貓科之間。

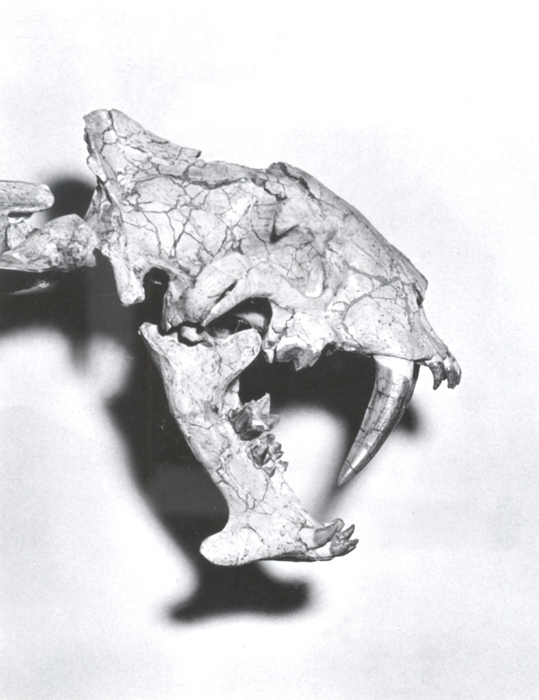
偽劍齒虎H. mentalis的頭顱骨，可見其劍齒。

獵貓科並非只在齒列上多樣化，牠們在體型及形態上亦有像新貓科般的多樣性。有些像美洲獅般的大小，或像現今的獅及虎，一些則像現今的獵豹有短面、圓頭及細小的犬齒。